# 雪の聖母

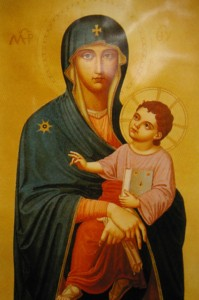
雪の聖母

雪の聖母 （ゆきのせいぼ、イタリア語: Madonna della Neve）とは、聖母マリアの称号の1つである。4世紀のローマ教皇リベリウスの時代の伝説に由来する。

## 概要
伝説によると、8月5日の夜、聖母マリアのお告げによってローマのエスクイリヌスの丘の頂上に雪が降り、この雪で覆われていた部分を中心にして聖母マリアに捧げる聖堂が建設されたとされる。この聖堂は現在ではサンタ・マリア・マッジョーレ大聖堂と呼ばれ、ローマではその祝日を数世紀にも渡って8月5日に祝っている。だが、この奇跡に関する記録が歴史記録として数百年に渡り存在しない。さらにこの聖堂を献納した教皇シクストゥス3世ですら、この伝説は歴史的な基盤を持たないかも知れないとしている。これらのことにもかかわらず、14世紀にこの祝日はローマ中の教会に広まり、そして最終的にこの日は教皇ピウス5世によって世界的祝日に定められた。

## 元となる「雪の聖母の伝説」

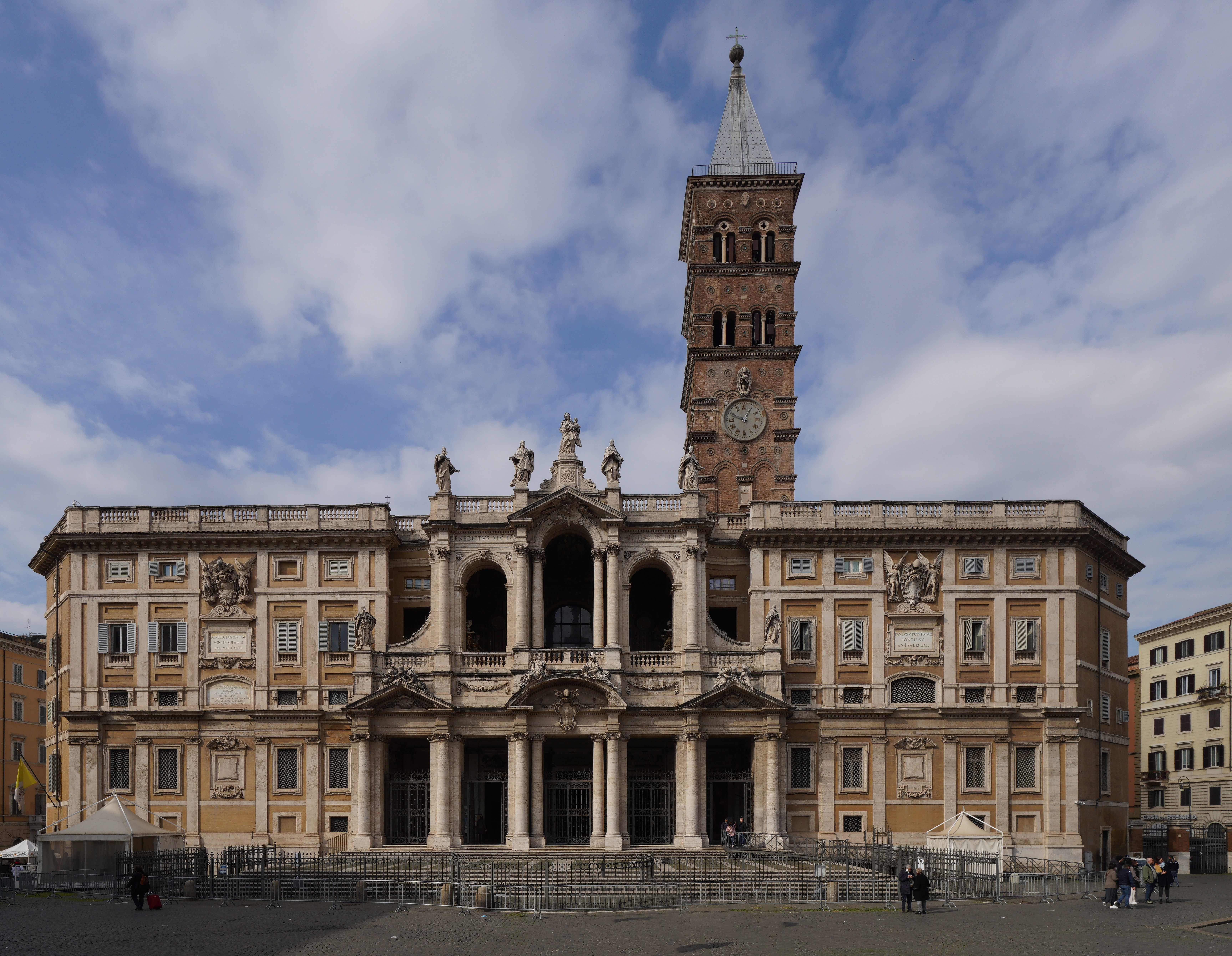
サンタ・マリア・マッジョーレ大聖堂

リベリウス教皇在位の時代に、ローマにジョヴァンニ夫妻という信仰深い貴族がいた。夫妻は裕福だったが彼らの間には子供がなかったことから、自分たちの富の相続人に聖母を選んだ。教皇リベリウスはそれを知って夫妻に聖母に子供を授かる方法を尋ねるよう提案し、夫妻はそれに従った。352年8月5日の夜、夫妻とリベリウスの夢に聖母マリアが出現し、降雪量の少ないローマで雪が降る丘を目印にして、エスクイリヌスの丘の頂上に聖母の王冠を建設するよう命じた。